# ČZ 2000
LADA/ČZ 2000 (Česká Zbrojovka 2000) — система стрілецької зброї, розроблена в Чехії в 1991 році на основі радянського сімейства 5,45-мм зброї (АКС-74, АКС-74У, РПКС- 74).

## Історія
Роботи зі створення нової системи зброї LADA під патрон 5,45 × 39 мм почалися в ЧССР у 1986 році, а через три роки вона була представлена. Після припинення дії Варшавського договору був розроблений варіант ČZ 2000 під патрон 5,56 × 45 мм з зменшеним кроком нарізів і прозорими пластиковими магазинами, що дозволяють контролювати витрату боєприпасів. Однак у зв'язку з бюджетними обмеженнями і насиченістю міжнародного ринку зброю не було закуплено ані чеської армією, ні ким-небудь ще, тому проект був закритий в 2007 році.

## Опис
Як і в польському автоматі Kbk wz 88 Tantal, в ČZ 2000 присутня можливість стрільби чергою з відсічкою по три постріли (на додаток до одиночного вогню і безперервного черги), завдяки спеціальному храповика в спусковому механізмі. Як і в автоматах Калашникова, автоматики ČZ 2000 заснована на використанні енергії порохових газів, що відводяться з каналу ствола. Ударно-спусковий механізм — куркового типу.
Новий секторний приціл розмічено на дистанції до 800 м (1000 м для ручного кулемета), перенесений на кришку ствольної коробки (завдяки чому збільшилася довжина прицільної лінії) і захищений спеціальним дротяним огорожею. На прицілі і мушці встановлені самосветящіеся точки для стрільби в умовах обмеженої видимості.
Рамковий металевий приклад складається вправо. Захисна планка на щілині ствольної коробки для рукоятки перезаряджання, характерна для радянських АК, відсутня. Конструкція ствольної коробки спрощена, а фіксація газової трубки зі ствольною накладкою на ствольній коробці стала зручнішою. Пластикові деталі виконані з ударостійкого поліаміда. Пістолетне руків'я виготовлене з литої гуми. Є можливість кріплення штик-ножі та встановлення зброї на відповідні кріплення у військовій техніці.
У ході проведених військових випробувань було встановлено, що ČZ 2000 по ефективності стрільби перевершує M16A2 у 1,2 раза завдяки змінам в ударно-спусковий механізм, також не поступаючись ні їй, ні АК74У по надійності.
Автомат має можливість стрільби рушничними гранатами при використанні двоногій сошки, що йде в комплекті.

## Варіанти
- LADA — базовий комплекс під патрон 5,56 × 45 мм:
  - Автомат зі стволом 382 мм;
  - Автомат з укороченим до 185 мм стволом з посиленим полум'ягасником;
  - Ручний кулемет з більш довгим (577 мм) і важким стволом з сошками.
- ČZ 2000 — модернізований комплекс під патрон 5,56 × 45 мм.